# Jarosław Pełenski
Jarosław Pełenski, Jarosław Pełeński (ukr. Ярослав Пеленський, ur. 12 kwietnia 1929 w Warszawie) – emigracyjny historyk ukraiński, profesor emerytowany, członek rzeczywisty Towarzystwa Naukowego im. Szewczenki i Narodowej Akademii Nauk Ukrainy (członek zagraniczny), dyrektor Instytutu Studiów Europejskich Narodowej Akademii Nauk Ukrainy.

## Życiorys
Po II wojnie światowej znalazł się w zachodnich strefach okupacyjnych Niemiec. W 1948 rozpoczął studia historyczne na Uniwersytecie Juliusza i Maksymiliana w Würzburgu, w latach 1950-55 kontynuował je na Uniwersytecie Ludwika i Maksymiliana w Monachium. Specjalizował się w najnowszej historii Europy, jednocześnie w średniowiecznej historii Europy, filozofii i literaturze niemieckiej. W 1957 obronił celująco magisterium Ukraińska myśl narodowa w świetle twórczości Mychajła Hruszewskiego i Wiaczesława Łypynskiego.
Po uzyskaniu magisterium wyjechał w 1958 do Stanów Zjednoczonych, gdzie do 1961 był wykładowcą języka i literatury niemieckiej w King’s College w Wilkes-Barre w Pensylwanii. W latach 1961-64 związany był z Uniwersytetem Columbia w Nowym Jorku, gdzie w 1964 w Instytucie Rosji obronił pracę dyplomową Soviet Ukrainian Historiography after World War II („Sowiecka historiografia ukraińska po II wojnie światowej”). W latach 1964–1967 był asystentem na wydziale historycznym American University w Waszyngtonie, wiosną 1968 był asystentem tymczasowym na wydziale historycznym Uniwersytetu Columbia.
W 1968 obronił dysertację Muscovite Imperial Claims to the Kazan Khanat: A Case Study in the Emergence of Imperial Ideology („Moskiewskie roszczenia imperialne do Chanatu Kazańskiego: studium powstania ideologii imperialnej”) i uzyskał stopień naukowy doktora nauk historycznych w specjalizacji: wczesna i nowożytna historia Rosji i Europy Wschodniej. W latach 1967–1971 był wykładowcą University of Iowa, od roku 1971 do 1992 profesor nadzwyczajny tego uniwersytetu. W 1975 był wykładowcą szkoły letniej Uniwersytetu Harvarda. Był beneficjentem ponad 25 grantów i stypendiów naukowych (Academic Awards and Post-Doctoral Fellowships), tym Fundacji Kościuszkowskiej.
Już w maju 1990, jako profesor wizytujący, wykładał przez miesiąc w Instytucie Nauk Społecznych Akademii Nauk USRR we Lwowie. Po proklamacji niepodległości Ukrainy (1991) rozpoczęła się jego współpraca z ukraińskim środowiskiem akademickim w kraju. W listopadzie 1992 został wybrany na zagranicznego członka rzeczywistego (akademika) Narodowej Akademii Nauk Ukrainy. Od 1993 był dyrektorem Instytutu Studiów Europejskich Narodowej Akademii Nauk Ukrainy.
W sierpniu 1993 został członkiem polsko-ukraińskiej komisji historycznej, powołanej przez Narodową Akademię Nauk Ukrainy i Polską Akademię Nauk. Od marca 1994 członek biura wydziału historii, filozofii i prawa Narodowej Akademii Nauk Ukrainy.
W latach 1984–1987 redagował, wraz z Bohdanem Osadczukiem, magazyn Widnowa (ukr. Віднова, „Odnowa”); członkiem kolegium redakcyjnego był Jerzy Giedroyc. Z siedmiu numerów pisma dwa były poświęcone sprawom polskim i stosunkom ukraińsko-polskim, a inne dotyczyły: stosunków ukraińsko-rosyjskich, stulecia ukraińskiego ruchu kobiecego, awarii elektrowni atomowej w Czarnobylu oraz głasnosti). Dzięki środowisku „Widnowy” ukazał się ukraiński przekład książki Bohdana Skaradzińskiego Białorusini, Litwini, Ukraińcy – nasi wrogowie czy bracia?, poświęconej kwestii mniejszości narodowych i relacji Polaków ze wschodnimi sąsiadami.
Jego zainteresowania naukowo-badawcze obejmowały różne zagadnienia i okresy historyczne - Rusi średniowiecznej (IX–XV w.), Rusi Kijowskiej i Moskiewskiej (do 1682), Imperium Rosyjskiego (1682–1917), Imperium Rosyjskiego 1801–1917, historii Rosji sowieckiej i ZSRR od 1917. Prowadził wykłady, seminaria i kolokwia: Wczesna historia Rosji (myśl polityczna i historiografia), Historia sowiecka (tematy: leninizm, stalinizm, ruch dysydencki, sowiecki system polityczny, teoria polityczna, problemy narodowościowe), Historia najnowsza Europy Środkowo-Wschodniej, Europa Wschodnia i Związek Sowiecki, Historia najnowsza Ukrainy (XX w.), Rewolucja na górze i restrukturalizacja w Związku Sowieckim i koniec Imperium Sowieckiego (1985–1991), Imperializm – analiza porównawcza (analizy porównawcze – komunizm, szlachta, konserwatyzm), Historia Europy nowożytnej (1500–1815), Historia najnowsza Europy (1815–1945), Historia historiografii.
Był członkiem kolegium redakcyjnego pisma Kontinient, wydawanego przez środowisko rosyjskich dysydentów w Paryżu (red. naczelny Władimir Maksimow). Latem 1991 został członkiem kolegium redakcyjnego Przeglądu Wschodniego w Warszawie, w 1993 członkiem redakcji wydawanej w Kijowie Ucraina mediaevalis (Ukraina średniowieczna).

## Prace i opracowania redakcyjne
- Russia and Kazan: Conquest and Imperial Ideology (1438-1560s). The Hague-Paris, 1974 Ed.Mouton. - 368 pp.
- The American and European Revolutions, 1776-1848: Sociopolitical and Ideological Aspects / Edited with Introduction by Jaroslaw Pelenski / Proceedings of the Secjnd [Bicentennial] Conference of Polish and American Historians, Iowa City, Iowa, U. S.A. (29 September-1 October 1976) / - Iowa City: University of Iowa Press, 1980. - 412 pp.
- State and Society in Europe from the Fifteenth to the Eighteenth Century (Proceedings of the First Conference of Polish and American Historians [1947]) / Edited with introduction by Jaroslaw Pelenski / - Warszawa1985-86 Warsaw University Press 297 pp.
- Special issue Harvard Ukrainian Studies devoted to "Political and Social Ideas of Vjaceslaw Lypyns'kyj", edited by Jaroslaw Pelenski, Volume IX, Nr 3/4 (December 1985). - Philadelphia: Commemorative Edition, by the W.K. Lypyns'kyj East European Research Institute, Inc., 1987. - 280 pp.
- Подляський К. (ps.) Білоруси, литовці, українці: наші брати чи вороги? - Мюнхен, 1986. – s 157.
- Липинський В. Україна на переломі, 1657-1659. - Філадельфія, 1991. - І-ХХ, 346 с.; Lypynsky V. Ukrainian at the Turning Point, 1657-1659: Notes on the History of Ukrainian State Building in the Seventeenth Century. - Philadelphia, 1991. - 416 pp.
- Russia and Ukraine in Their Historical Encounter (Proceedings of the First Conference on Russian-Ukrainian Relations, held in Hamilton, Canada, October 8-9, 1981) / Co-edited by J. Pelenskyi (together with Peter J. Potichnyi, Marc Raeff and Gleb Thekulin). - Edmonton, Canada: Published by Alberta University, 1993. - XIV, 354 pp.
- The Foundations of Historical and Cultural Traditions in East Central Europe: Belorusia, Lithuania, Poland, Ukraine. - Lublin, 1993. - 450 pp.
- Proceedings of the Commemorative Congress Devoted to the Millennium of the Christianization of Rus'-Ukraine. - Munich, 1990. - 1002 pp.
- Вячеслав Липинський. Історико-політична спадщина і сучасна Україна. Матеріали науково-практичної конференції, присвяченої В. Липинському (Київ-Луцьк, 2-7 червня 1992 р.). - Київ-Філадельфія, 1994. - 284 с.
- Belarus, Lithuania, Poland, Ukraine. The Foundations of Historical and Cultural Traditions in East Central Europe. - Rome-Lublin 1994, Wyd. Institute of the East Central Europe i Fundacja Jana Pawła II - 503 pp.
- Останній Гетьман. Ювілейний збірни Міжнародної науково-практичної конференції присвяченій 120-річниці від дня народження Гетьмана П. Скоропадського і 75-річниці відновлення Української Держави 29 квітня 1918 року. - К.: Академпрес, 1993. - 280 с.
- Скоропадський П. Спогади. Кінець 1917-грудень 1918. - Київ-Філадельфія, 1995. - 284 с.
- Дорошенко Д. Огляд української історіографії. - Київ., 1994. - 260 с.
- Історичне мислення та політична ідея В. Липинського w: Альманах східноєвропейського мислення. - 1961. - IX, 2. - С. 223-246.
- Українська радянська історіографія після ІІ світової війни w: Альманах східноєвропейського мислення.
- Сучасне українське письменство w: Огляд.
- Московські імперські претензії до Казанського ханства w: Слов'янський огляд.
- Об'єднання українських земель Давньої Русі під короною Польською (1569) (Соціо-матеріальний інтерес і ідеологія – перевипробування) w: Американський внесок до 7 Міжнародного конгресу славістів.
- Шелест і його період у Радянській Україні (1963–1972 рр.): Відродження контрольованого українського автономізму.
- Початок офіційних московських претензій на "Київську спадщину" w: Harvard Ukrainian Studies
- Держава та суспільство Московської Русі і монголо-тюркська система в ХVI ст. w: Взаємний вплив ісламського та юдео-християнського світів: Східноєвропейський зразок.
- Держава та суспільство Московської Русі і монголо-тюркська система в XVI ст. w: Дослідження східноєвропейської думки.
- Росія, Польща і Україна: історичні та політичні перспективи w: Польща та Україна: минуле і майбутнє.
- Пограбування Києва 1482 року у сучасних московських хронікальних записахw: "Eucharisterion": нарисі представленому Омеляном Пріцаком w: Harvard Ukrainian Studies.
- Змагання між Ливово-Руссю та Золотою Ордою у XIV ст. за верховенство у Східній Європі.
- Поява московських притензій до візантійсько-київської "імперської спадщини" ("Okeanos": нариси представлені Ігорем Шевченко) w: Harvard Ukrainian Studies.
- Козацькі повстання у жидівсько-українському зв'язку у П. Я. Потичного та Г. Естера в "Україно-жидівських відносинах і історична перспектива".
- Пограбування Києва 1169 року: Його значення для спадкоємництва у Київській Русі w: Harvard Ukrainian Studies.
- Змагання за "Київський спадок" (1155-1175 рр.): Релігійно-духовний вимір w: Harvard Ukrainian Studies.
- Початок московських духовних претензій на "Київський спадок" w: Нові історичні досліди
- Vjaceslav Lypynskyi w: Zbirnyk "Ukrainkoji Literaturnoji Hazety" (1956). - Munich, 1957. - pp. 197–213.
- Geschichtliches Denken und politische Ideen V. Lypyns'kyis w: Jahrbucher fur Geschichte Osteuropas. - 1961. - IX, 2. - pp. 223–246.
- Soviet Ukrainian Historiography after World War II w: Jahrbucher fur Geschichte Osteuropas. - 1964. - XII, 3. - pp. 375–418
- Recent Ukrainian Writing w: Survey. - 1966. - № 59. - April. - pp. 102–112
- Muskovite Imperial Claims to the Kazan Khanate w: Slavic Review. - 1967. - XXVI, 4. - pp. 559–576
- The Incorperation of the Ukrainian Lands of Old Rus' into Crown Poland (1569)(Cocio-material Interest and Ideology – A Reexamination) w: American Contributions of the Seventh International Congress of Slavists (Warsaw, august 21-27, 1973). - Vol. III: History. - Hague-Paris, 1973. - pp. 19–52
- Inkorporacja ukraińskich ziem dawnej Rusi do Korony w 1569 roku; Ideologia i korzyści – próba nowego spojrzenia w: Przegląd Historyczny. - 1974. - LXV, 2. - pp. 243–262.
- Shelest and his Period in the Soviet Ukraine (1962-1972): A Revival of Controlled Ukrainian Autonomism w: Ukraina in the Seventies Oakville. - Ontario: Mosaic Press, 1975. - pp. 283–305.
- Правні та ідеологічні обгрунтування включення українських земель до Коронної Польщі (1569) w: Ювілейний збірник Української Вільної Академії наук. - Вінніпег, 1976. - С. 1-14.
- The Origins of the Official Muscovite Claims to the "Kievan Inheritance" w: Harvard Ukrainian Studies – 1977. - I, 1. - pp. 29–52
- State and Society in Muscovite Russia and the Mongol-Turkic System in the Sixteenth Century w: A. Ascher, T. H. Halasi-kun, B. Kiraly eds. The Mutual Effects of the Islamic and Judeo-Christian Worlds: The East European Pattern. - New-York: Drooklin College Studies on Society in Change, 1979. - pp. 93–109
- State and Society in Muscovite Russia and the Mongol-Turkic System in the Sixteenth Century w: Forschungen zur osteuroaischen Geschichte. - 1980. - XXVII. - pp. 156–167
- Russia, Poland and Ukraine: Historical and Political Perspectives w: Poland and Ukraine: Past and Present. - Edmonton-Toronto, 1980. - pp. 308–327
- The Sack of Kiev of 1482 in Contemporary Muscovite Chronicle Writing in: Eucharisterion: Essays presented to Omelan Pricak w: Harvard Ukrainian Studies. - 1979–1980. - III/IV, 2. - pp. 638–649
- The Contest between Lithuania-Rus' and the Golden Horde in the Fourteenth Century for Supremary over Eastern Europe w: Archivum Eurasiae Medii Aevi. - 1982. - Vol. II. - pp. 303–320
- The Emergence of the Muscovite Claims to the Byzantine-Kievan "Imperial Inheritance" ("Okeanos": Esseys presented to Ihor Sevcenko) w: Harvard Ukrainian Studies. - 1983–1984. - VII. - pp. 520–531
- The Cossack Insurrections in Jewish-Ukrainian Relations in P.J. Potychnyj and H. Aster (eds.) Ukrainian-Jewish Relations in Historical Perspective. - Edmonton, 1988. - pp. 31–42.
- The Sack of Kiev of 1169: Its Significance for the Succession to Kievan Rus w: Harvard Ukrainian Studies. - 1987–1988. - XI, 3-4. - pp. 303–316
- The Contest for the "Kievan Succession" (1155-1175): The Religious-Ecclesiastical Dimension w: Harvard Ukrainian Studies. - 1988−1989. - XII-XIII. - pp. 761–780.
- Сучасний консерватизм – лібералізм з ХІХ століття w: Філософська і соціологічна думка. - 1990. - № 11. - С. 3-7.
- [Похвала лекцій Івана Дзюби] w: Слово і час. - 1991. - № 12. - С. 43-46.
- Змагання за "Київський спадок" (1155-1175). Релігійно-духовний вимір w: Археологія. - 1991. - № 3. - С. 33-46.
- Вячеслав Липинський – основоположник державницької школи в українській історіографії w: Український історичний журнал. - 1992. - № 2. - С. 139-141.
- The Origins of the Muscovite Ecclesiastical Claims to the "Kievan Inheritance" w: Nuovi studi storici. - 1992. - Vol. 17. - pp. 213–226.

W almanachu wschodnioeuropejskiej polityki, nauki i kultury Віднова (Filadelfia, USA), którego redaktorem naczelnym był Pełenski, opublikował artykuły:
- До століття українського жіночого руху (1884-1984) w: Віднова. - 1984. - Т. 1. - С. 5-8.
- Книжковий огляд w: Віднова. - 1984. - Т. 1. - С. 178-184.
- До проблеми україно-російських взаємин w: Віднова. - 1984–1985. - Т. 2. - С. 5-21.
- До питання україно-польських взаємин w: Віднова. - 1985. - Т. 3. - С. 247-248.
- Україна і польська опозиція w: Віднова. - 1985–1986. - Т. 4. - С. 5-21.
- Чорнобиль – трагедія України w: Віднова. - 1986. - Т. 5. - С. 5-8.
- "Гласність", "перебудова" і українська дійсність w: Віднова. - 1987. - Т. 6/7. - С. 9-19.
- Книжковий огляд w: Віднова. - 1987. - Т. 6/7. - С. 368-372.